# Holdfast Bay (vik)
Holdfast Bay är en vik i Australien. Den ligger i kommunen Adelaide och delstaten South Australia, nära delstatshuvudstaden Adelaide.
Runt Holdfast Bay är det tätbefolkat, med 591 invånare per kvadratkilometer. Genomsnittlig årsnederbörd är 729 millimeter. Den regnigaste månaden är juni, med i genomsnitt 133 mm nederbörd, och den torraste är december, med 21 mm nederbörd.